# Blows Against the Empire
Blows Against the Empire ist das erste Album Paul Kantners, des Sängers, Gitarristen und Mitbegründers der US-amerikanischen Psychedelic-Rock-Band Jefferson Airplane. Das Konzeptalbum wurde im November 1970 veröffentlicht. Der Name Jefferson Starship wurde hier zum ersten Mal auf der Vorderseite und im Innern des Klappcovers für die Musiker verwendet. Ab 1974 firmierte Jefferson Airplane dann offiziell unter diesem Namen.

## Entstehung
Das Jahr 1970 war eine Zeit des personellen Umbruchs für Jefferson Airplane. Schlagzeuger Spencer Dryden verließ die Band und Marty Balin sollte bald folgen. Jorma Kaukonen und Jack Casady widmeten sich mit Hot Tuna dem Bluesrock, Jefferson Airplane veröffentlichten in diesem Jahr, vom Best-of-Album The Worst of Jefferson Airplane abgesehen, kein Album. Zusammen mit seiner damaligen Lebensgefährtin Grace Slick, einigen Musikern von Jefferson Airplane und anderen Gruppen aus der San Francisco Bay Area wie Grateful Dead und Quicksilver Messenger Service sowie Crosby, Stills and Nash aus Los Angeles nahm Paul Kantner das Album in den Pacific High Recordings und in Wally Heiders Studio auf.

## Konzept
Das Album erzählt von einer Gruppe das Establishment ablehnender (Hey Dick, Whatever you think of us is totally irrelevant (Dick, Spitzname Richard Nixons, 1970 Präsident der USA)) Angehöriger der Gegenkultur. Sie entführen ein Raumschiff, bauen es für ihre Zwecke um, und fliegen damit mit 7000 Menschen an Bord um 1990 ins All auf der Suche nach einem Planeten für einen Neubeginn der Menschheit. Mitverwoben ist die private Situation Grace Slicks und Paul Kantners: Während der Aufnahme war Grace Slick mit China schwanger und sie meinte: I won't carry the government's children.
1983 erschien mit dem Album Planet Earth Rock and Roll Orchestra eine Fortsetzung.

## Stil und Rezeption
Musikalisch reicht die Bandbreite vom nur mit einem Banjo begleiteten Wiegenlied The Baby Tree über Klangcollagen (Home und XM) bis zu der vom Jefferson-Airplane-Album Volunteers bekannten Mischung aus Country- und Psychedelic Rock mit mehrstimmigem Gesang.
William Ruhlmann von allmusic hebt die dichte Instrumentierung und die komplexen Arrangements mit genug Hooklines und Harmonien, um das Ganze interessant zu halten hervor und gab dem Album vier von fünf möglichen Sternen.
Robert Christgau gab dem Album nur eine mittlere Bewertung, bemängelte Kantners Gesang und Melodien und meinte: es [das Starship] hebt nicht einmal ab.
Das Album war 1971 für den Science-Fiction-Preis Hugo nominiert und blieb bis zur Nominierung von Splendor & Misery des Hip-Hop-Trios clipping. im Jahr 2017 das letzte Musikalbum, dem diese Ehre zuteilwurde.

## Titelliste

### Seite 1
1. Mau Mau (Amerikon) (Paul Kantner, Grace Slick, Joey Covington) – 6:33
2. The Baby Tree (Rosalie Sorrels) – 1:42
3. Let's Go Together (Kantner) – 4:11
4. A Child Is Coming (Kantner, Slick David Crosby) – 6:15

### Seite 2
1. Sunrise (Slick) – 1:54
2. Hijack (Kantner, Slick, Marty Balin, Gary Blackman) – 8:18
3. Home (Kantner, Phil Sawyer, Graham Nash) – 0:37
4. Have You Seen the Stars Tonite (Kantner, Crosby) – 3:42
5. XM (Kantner, Sawyer, Jerry García, Mickey Hart) – 1:22
6. Starship (Kantner, Slick, Balin, Blackman) – 7:07

Die CD-Veröffentlichung von 2005 enthält akustische Demos von Sunrise und Hijack,Let's Go Together mit alternativem Text und eine Liveaufnahme von Starship aus dem Fillmore West vom 14. September 1970.

## Besetzung
- Harvey Brooks: Bass bei Starship
- Jack Casady: Bass bei A Child Is Coming und Sunrise
- Joey Covington: Schlagzeug und Gesang bei Mau Mau, Congas bei Hijack
- David Crosby: Gesang und Gitarre bei A Child Is Coming und Have You Seen the Stars Tonite, Hintergrundgesang bei Starship
- David Freiberg: Hintergrundgesang bei Starship
- Jerry García: Banjo bei Let's Go Together Pedal-Steel-Gitarre, bei Have You Seen the Stars Tonite Leadgitarre bei Starship Klangeffekte und Gesang bei XM
- Mickey Hart: Percussion bei Have You Seen the Stars Tonite, Klangeffekte und Gesang bei XM
- Bill Kreutzmann: Schlagzeug bei Let's Go Together
- Peter Kaukonen: Lead-Gitarre bei Mau Mau
- Graham Nash: Congas bei Hijack, Hintergrundgesang bei Starship
- Phil Sawyer: Klangeffekte bei Home und XM